# Claudiu Eugen Ionescu
Claudiu Eugen Ionescu (Constanţa, 24 de agosto de 1959) é um ex-handebolista profissional, medalhista olímpico.

## Títulos
- Jogos Olímpicos:
  - Bronze: 1980,